# Фовель, Жульен
Жульен Жак Фовель (фр. Julien Jacques Fauvel; 6 апреля 1886, Гавр — 4 сентября 1958, Сан-Карлус) — французский футболист, вратарь. Первый голкипер в истории клуба «Сантос».

## Карьера
Жульен Фовель родился во Франции в семье доктора Анри Фовеля и его супруги Жулии Селестины Фовель. Он учился в Сорбонне и в Англии. В 1910 году он уехал в Бразилию в город Сантус, где работал на кофейной бирже, а затем переехал в Сан-Карлус. В Бразилии он начал играть в клубе «Сан-Висенте», а затем в «Жермании». В 1912 году он стал игроком новообразованного клуба «Сантос» и участвовал с ним в первой игре в истории клуба. Он провёл два матча за клуб в 1912 и два в 1913 году. В этих матчах он пропустил 3 гола, но в пятой игре против своей бывшей команды, «Жермании», его клуб был разгромлен со счётом 1:8. По итогам этой игры, тренер команды Урбано Калдейра сначала сам заменил его в воротах, а затем пригласил в клуб Дурвала Дамаскену, который твёрдом занял позицию основного вратаря. После этого Жульен покинул клуб. После ухода из «Сантоса», Фовель ещё некоторое время играл за клуб «Идеал».
В 1914 году Жульен вернулся во Францию для участия в Первой мировой войне, где он был тяжело ранен, потеряв часть стопы. По окончании боевых действий, в 1918 году он вернулся в Бразилию. Сначала жил в Сантусе, затем в Сан-Паулу, а потом вновь оказался в Сан-Карлусе в мае 1919 года. В 1932 году Фовель участвовал в конституционалистской революции. Он стал профессором и преподавал в школе «Olavo Bila» на французском, английском и португальском языках. Он стал одним из первых в Бразилии, кто открыл коммерческое высшее образовательное учреждение «Техническая школа коммерции Сан-Карлоса», которые позже появились в других штатах. Он работал в Государственной гимназии Жау до 1954 года, а затем вернулся в Сан-Карлос, вновь став директором Технической школы, и оставался там до своей кончины в 1958 году. 21 апреля 1967 года, в знак заслуг Фовеля его именем был назван спортивный центр муниципального образования для детей младшего школьного возраста. Позже его именем была названа одна из улиц города.
Фовель женился в 1919 году на бразильянке Филомене Гиморайнс, дочери одного из видных людей города, Кандидо де Оливейра Гимарайнса. У них было пятеро детей: Рауль, Жуан Карлос, Карлос Антонио, Ивете и Пауло. Все они носили двойную фамилию Гиморайнс Фовель.